# Lyn Jaffray
Pour les articles homonymes, voir Lyndon et Jaffray.
Pas d'image ? Cliquez ici

a Compétitions nationales et continentales officielles uniquement.

b Matchs officiels uniquement.
John Lyndon Jaffray, dit Lyn Jaffray, né le 17 avril 1950 à Dunedin, est un joueur de rugby à XV qui a joué avec l'équipe de Nouvelle-Zélande évoluant au poste de centre. 

## Carrière
Il joue pour la province de Otago de 1970 à 1978 disputant 84 rencontres, puis celle de South Canterbury en 1979. 
Il dispute à 22 ans son premier test match avec l'équipe de Nouvelle-Zélande le 2 septembre 1972 contre l'Australie et son dernier test match contre la France le 14 juillet 1979. 
En 1975 et en 1976, il dispute deux rencontres contre l'Écosse et l'Irlande. 
En 1976 il est sélectionné avec les All Blacks pour une tournée en Afrique du Sud et joue 11 matchs dont le match perdu 7-16 le 24 juillet 1976 contre les Springboks. 
En 1977 il dispute un test match avec l'équipe de Nouvelle-Zélande le 9 juillet 1977 contre les Lions britanniques et irlandais pour une défaite 9-13.
En 1978 il est sélectionné avec les All Blacks pour une tournée au Royaume-Uni, il participe seulement à six matchs contre des clubs ou sélections provinciales.
En 1979 il est sélectionné à deux reprises avec les All Blacks contre la France en tournée en Nouvelle-Zélande et joue le match perdu 19-24 le 14 juillet 1979.

## Statistiques en équipe nationale
- Nombre de test matchs avec les All Blacks : 7
- Sélections par année : 1 en 1972, 1 en 1975, 2 en 1976, 1 en 1977, 2 en 1979
- 1 essai, 4 points
- Nombre total de matchs avec les All Blacks : 23